# Tryonia brunei
Tryonia brunei é uma espécie de gastrópode da família Hydrobiidae.
É endémica dos Estados Unidos da América.